# Winkelcentrum MEGA Kaunas
Winkelcentrum MEGA Kaunas is een winkelcentrum in het westelijk deel van de stad Kaunas in Litouwen. Het winkelcentrum is geopend in 2005.

## Winkels
Het winkelcentrum bevat meer dan 200 winkels en entertainmentdiensten waaronder een bioscoop, een zwembad, een sportcentrum van 7500 m², een bowlingcentrum, een entertainmentclub voor kinderen en een lasergamehal. Ook heeft het winkelcentrum meer dan 19 restaurants.
Tevens heeft MEGA de grootste bouwmarkt van Litouwen, een filiaal van Senukai.
In het najaar van 2016 is MEGA grondig verbouwd, en vergroot naar 102.000 m².